# Naoki Sakai
Naoki Sakai (jap. 酒井 直樹 Sakai Naoki; ur. 2 sierpnia 1975 w Nagareyamie) – były japoński piłkarz, reprezentant kraju.

## Kariera klubowa
Od 1994 do 2003 roku występował w klubach: Kashiwa Reysol i Consadole Sapporo.

## Kariera reprezentacyjna
W reprezentacji Japonii zadebiutował w 1996.

## Statystyki
| Reprezentacja Japonii | Reprezentacja Japonii | Reprezentacja Japonii |
| Rok                   | Mecze                 | Gole                  |
| --------------------- | --------------------- | --------------------- |
| 1996                  | 1                     | 0                     |
| Razem                 | 1                     | 0                     |